# Gran Premio di superbike del Paul Ricard 1989
Il Gran Premio di superbike del Paul Ricard 1989 è stato la sesta prova del mondiale superbike del 1989 disputata il 30 luglio sul Circuito Paul Ricard; si trattava della prima volta che veniva utilizzato questo circuito in questa categoria e restò un episodio isolato.
Le due gare valide per il mondiale Superbike hanno registrato le vittorie di: Stéphane Mertens su Honda in gara 1 e di Giancarlo Falappa su Bimota in gara 2.

## Risultati

### Arrivati al traguardo[3]
| Pos. | Nº | Pilota               | Motocicletta | Tempo     | Griglia | Punti |
| ---- | -- | -------------------- | ------------ | --------- | ------- | ----- |
| 1º   | 4  | Stéphane Mertens     | Honda        | 37:28.030 | 8º      | 20    |
| 2º   | 76 | Mike Baldwin         | Bimota       | +0:00.880 | 2º      | 17    |
| 3º   | 27 | Raymond Roche        | Ducati       | +0:01.080 | 1º      | 15    |
| 4º   | 10 | Terry Rymer          | Yamaha       | +0:04.450 | 9º      | 13    |
| 5º   | 77 | Giancarlo Falappa    | Bimota       | +0:10.240 | 7º      | 11    |
| 6º   | 79 | Jean-Yves Mounier    | Yamaha       | +0:10.600 | 10º     | 10    |
| 7º   | 29 | Baldassarre Monti    | Ducati       | +0:10.980 | 5º      | 9     |
| 8º   | 1  | Fred Merkel          | Honda        | +0:20.210 | 3º      | 8     |
| 9º   | 3  | Davide Tardozzi      | Bimota       | +0:21.720 | 13º     | 7     |
| 10º  | 24 | Anders Andersson     | Yamaha       | +0:32.530 | 12º     | 6     |
| 11º  | 84 | Pierre Bolle         | Kawasaki     | +0:35.390 | 6º      | 5     |
| 12º  | 28 | René Rasmussen       | Suzuki       | +0:36.810 | 18º     | 4     |
| 13º  | 44 | Jeffry de Vries      | Yamaha       | +0:37.110 | 32º     | 3     |
| 14º  | 90 | Maurice Coq          | Yamaha       | +0:38.500 | 4º      | 2     |
| 15º  | 81 | Didier Hamdi         | Yamaha       | +0:38.810 | 23º     | 1     |
| 16º  | 21 | Paul Iddon           | Yamaha       | +0:40.070 | 17º     |       |
| 17º  | 15 | Éric Delcamp         | Yamaha       | +0:48.210 | 19º     |       |
| 18º  | 17 | Edwin Weibel         | Kawasaki     | +0:53.390 | 33º     |       |
| 19º  | 16 | Christophe Bouheben  | Kawasaki     | +0:55.900 | 14º     |       |
| 20º  | 95 | André Lussiana       | Honda        | +0:56.400 | 21º     |       |
| 21º  | 55 | Piergiorgio Bontempi | Honda        | +1:13.360 | 39º     |       |
| 22º  | 59 | Mile Pajic           | Kawasaki     | +1:13.530 | 41º     |       |
| 23º  | 35 | Mauro Ricci          | Kawasaki     | +1:15.930 | 37º     |       |
| 24º  | 42 | Bodo Schmidt         | Yamaha       | +1:18.380 | 20º     |       |
| 25º  | 58 | Xavier Arenas        | Honda        | +1:18.510 | 30º     |       |
| 26º  | 96 | Emmanuel Lentaigne   | Kawasaki     | +1 giro   | 34º     |       |

### Ritirati
| Nº | Pilota           | Motocicletta | Giri     | Griglia |
| -- | ---------------- | ------------ | -------- | ------- |
| 19 | Jari Suhonen     | Yamaha       | +2 Giri  | 11º     |
| 70 | Florian Ferracci | Ducati       | +6 Giri  | 22º     |
| 64 | Vittorio Scatola | Honda        | +17 Giri | 38º     |
| 20 | Andy McGladdery  | Honda        | +18 Giri | 26º     |
| 56 | Antonio García   | Honda        | +19 Giri | 28º     |
| 46 | Marino Fabbri    | Bimota       | +20 Giri | 42º     |

### Arrivati al traguardo[4]
| Pos. | Nº | Pilota            | Motocicletta | Tempo     | Griglia | Punti |
| ---- | -- | ----------------- | ------------ | --------- | ------- | ----- |
| 1º   | 77 | Giancarlo Falappa | Bimota       | 38:44.400 | 7º      | 20    |
| 2º   | 27 | Raymond Roche     | Ducati       | +0:00.330 | 1º      | 17    |
| 3º   | 4  | Stéphane Mertens  | Honda        | +0:00.470 | 8º      | 15    |
| 4º   | 1  | Fred Merkel       | Honda        | +0:06.800 | 3º      | 13    |
| 5º   | 76 | Mike Baldwin      | Bimota       | +0:15.970 | 2º      | 11    |
| 6º   | 29 | Baldassarre Monti | Ducati       | +0:16.240 | 5º      | 10    |
| 7º   | 24 | Anders Andersson  | Yamaha       | +0:18.670 | 12º     | 9     |
| 8º   | 3  | Davide Tardozzi   | Bimota       | +0:20.490 | 13º     | 8     |
| 9º   | 84 | Pierre Bolle      | Kawasaki     | +0:22.020 | 6º      | 7     |
| 10º  | 21 | Paul Iddon        | Yamaha       | +0:37.720 | 17º     | 6     |
| 11º  | 90 | Maurice Coq       | Yamaha       | +0:38.810 | 4º      | 5     |
| 12º  | 28 | René Rasmussen    | Suzuki       | +0:46.060 | 18º     | 4     |
| 13º  | 79 | Jean-Yves Mounier | Yamaha       | +0:47.790 | 10º     | 3     |
| 14º  | 17 | Edwin Weibel      | Kawasaki     | +0:49.890 | 33º     | 2     |
| 15º  | 15 | Éric Delcamp      | Yamaha       | +0:51.770 | 19º     | 1     |
| 16º  | 95 | André Lussiana    | Honda        | +1:11.180 | 21º     |       |
| 17º  | 56 | Antonio García    | Honda        | +1:16.870 | 28º     |       |
| 18º  | 20 | Andy Mcgladdery   | Honda        | +1:19.310 | 26º     |       |
| 19º  | 35 | Mauro Ricci       | Kawasaki     | +1:20.690 | 37º     |       |
| 20º  | 59 | Mile Pajic        | Kawasaki     | +1:21.330 | 41º     |       |
| 21º  | 58 | Xavier Arenas     | Honda        | +1:22.060 | 30º     |       |
| 22º  | 70 | Florian Ferracci  | Ducati       | +1:25.740 | 22º     |       |

### Ritirati
| Nº | Pilota               | Motocicletta | Giri     | Griglia |
| -- | -------------------- | ------------ | -------- | ------- |
| 10 | Terry Rymer          | Yamaha       | +4 Giri  | 9º      |
| 31 | Peter Rubatto        | Bimota       | +11 Giri | 31º     |
| 55 | Piergiorgio Bontempi | Honda        | +11 Giri | 39º     |
| 11 | Roger Burnett        | Honda        | +18 Giri | 15º     |
| 96 | Emmanuel Lentaigne   | Kawasaki     | +19 Giri | 34º     |
| 46 | Marino Fabbri        | Bimota       | +20 Giri | 42º     |
| 2  | Fabrizio Pirovano    | Yamaha       | +24 Giri | 16º     |
| 64 | Vittorio Scatola     | Honda        | +24 Giri | 38º     |
| 42 | Bodo Schmidt         | Yamaha       | +25 Giri | 20º     |